# پیکان سیاه
پیکان سیاه (به انگلیسی: The Black Arrow) رمانی است که توسط رابرت لویی استیونسن، نویسندهٔ اهل انگلستان نوشته شده‌است. این کتاب یکی از آثار مشهور ادبی جهان است.